# Черело-Батуело (Милано)
Черело-Батуело је насеље у Италији у округу Милано, региону Ломбардија.
Према процени из 2011. у насељу је живело 1346 становника. Насеље се налази на надморској висини од 130 м.